# Raymund Swertz
Raymund Swertz, né le 4 septembre 1988, est un joueur néerlandais de billard français qui évolue dans les équipes de HCR Prinsen Benelux Biljarts et Douarnenez-Valdys. 
Il fait partie des meilleurs joueurs en Europe aux jeux de série.

## Palmarès

### Champion d'Europe
Il est champion d'Europe à plusieurs reprises dans différentes catégories de jeu :
- Championnat d'Europe de billard carambole cadre 71/2 : 2013, 2015, 2019 et 2024
- Coupe d'Europe Classic Teams : 2009, 2018, 2019, 2020, 2023 et 2024
- Championnat d'Europe de billard carambole cadre 47/2 : 2013, 2022 et 2024
- Championnat d'Europe Juniors Libre et Cadre 47/2 : 2007, 2008, 2009

### Euro Grand Prix CEB
Il remporte le cadre 47/2 de ce Grand Prix en 2016.

### Champion de Hollande
Il est champion de Hollande à plusieurs reprises et dans plusieurs catégories de jeu dans les années 2010, et notamment en :
- Partie Libre : 2012, 2014
- Cadre 47/2 : 2010, 2013, 2016, 2017, 2019
- Cadre 71/2 : 2013, 2016, 2017, 2018
- 1 Bande : 2017
- Pentathlon : 2018 et 2023

### Champion de France de D1 par équipe
Il joue dans deux équipes, l'équipe HCR Prinsen Benelux Biljarts au Benelux, et l'équipe de club de Douarnenez-Valdys en France. Il remporte avec cette deuxième équipe le titre de champion de France 2017, 2018, 2019 et 2022 de Division 1 ainsi que la Coupe d'Europe Classic Teams en 2018, 2019, 2020,,2023 et 2024.